# Серсо (гра)

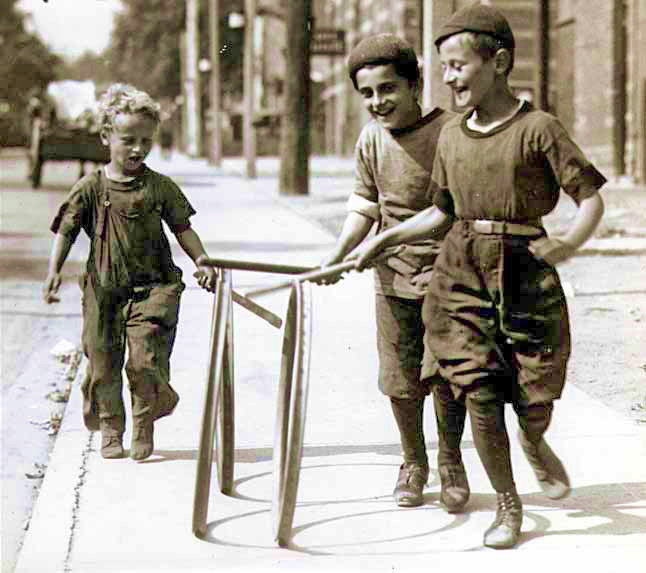
Діти в Торонто, 1922 рік

Серсо́ (від фр. cerceau — обруч) — гра, що полягає в катанні обруча по землі за допомогою палиці. У Європі ця гра відома з античних часів. Різновиди гри поширені серед народів Азії, Африки та Європи. В Азії гра була відома з часів Стародавнього Китаю, у Європі — з Стародавньої Греції.
Найпоширенішими матеріалами для виготовлення обручів і палиць були дерево та метал. Дерев'яні обручі катали палицею довжиною приблизно один фут. Металеві обручі, щоб уникнути травм, часто використовували з металевим гачком.

## Історія
Різні версії ігор з обручем зустрічаються в традиціях багатьох народів. Гра, відома як «обруч і палиця» (hoop-and-pole), поширена по всій Африці. У Америці також існує багато варіантів гри з обручами, виготовленими з різних матеріалів і різного розміру.

### Стародавня Греція

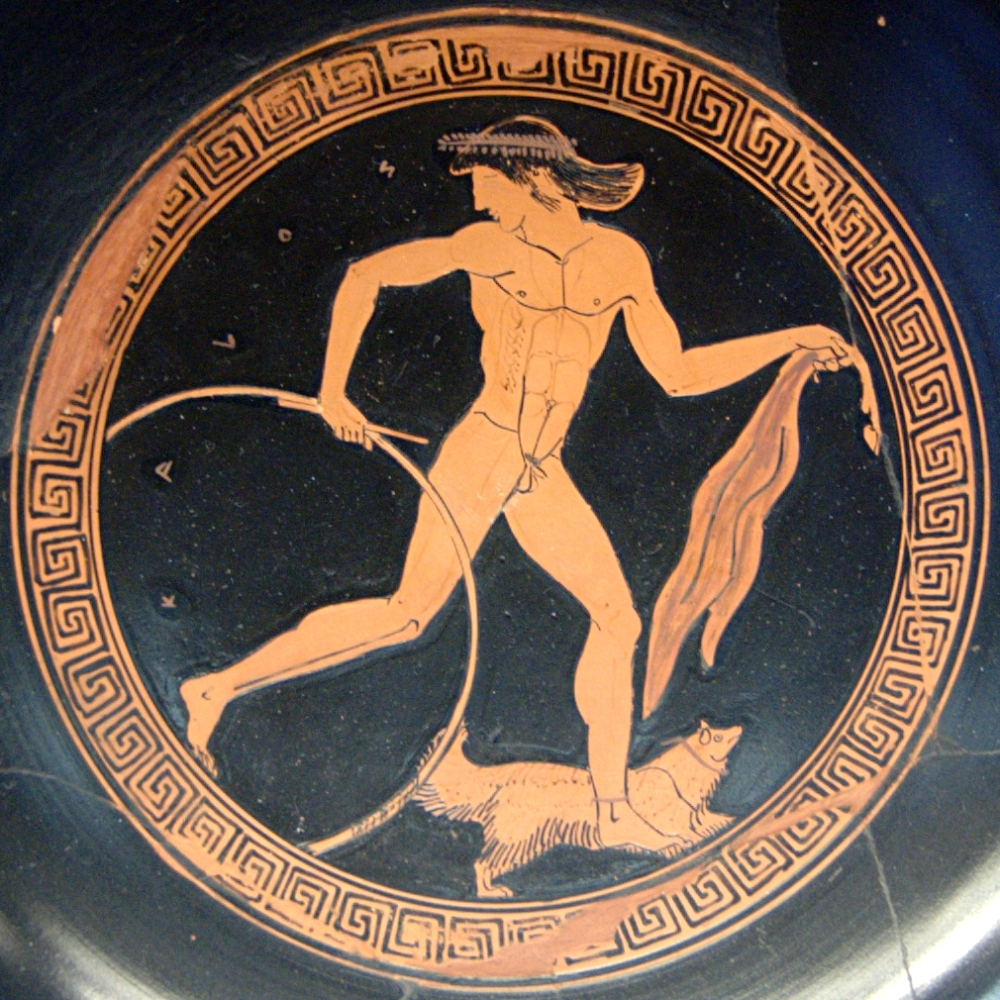

Катання обруча практикувалося в гімназіях, а також використовувалося в танцях. Ігри з обручем стали популярною формою дозвілля, хоча на великих спортивних змаганнях відповідних турнірів не проводили.
Грецькі обручі виготовляли з бронзи, заліза або міді, їх катали по землі палицею. Розмір обруча був таким, щоб діставати до грудей гравця. Судячи з малюнків на грецьких вазах, палиці для катання обруча були короткими і прямими. Гіппократ рекомендував гру з обручем як корисну для здоров'я та «для зміцнення слабкої статури». Навіть найменші діти грали з обручами: це згадує Евріпід у трагедії Медея, де двоє маленьких синів, повернувшись із прогулянки, де катали обручі, гинуть від рук матері.
Обруч також мав символічне значення в грецьких міфах і культурі. Бронзовий обруч був однією з іграшок немовляти Діоніса, а катання обруча — атрибутом Ганімеда, що часто зображався на грецьких вазах, картинах і мозаїках.

### Стародавній Рим

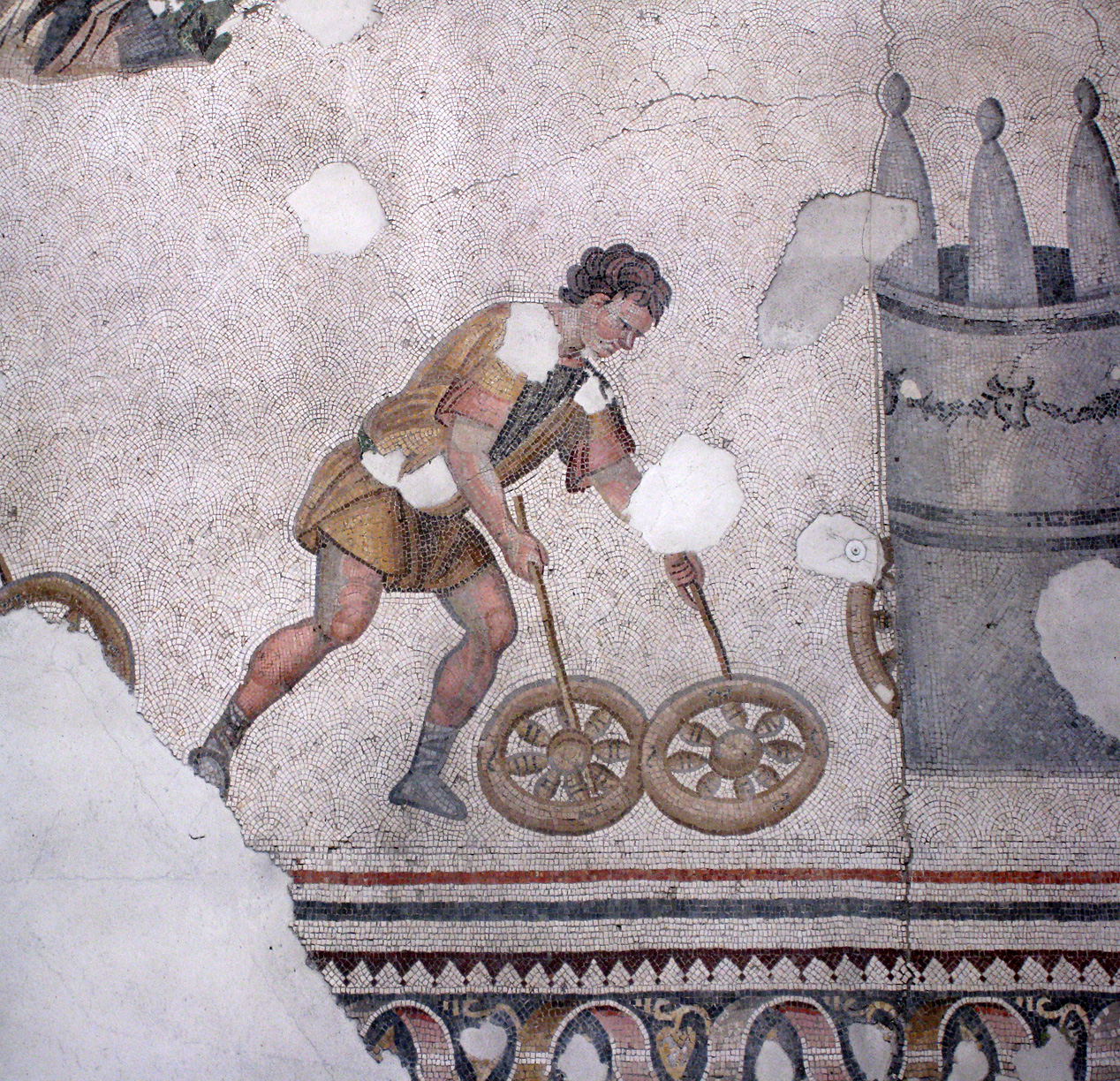

Римляни запозичили цю гру від греків, називаючи її «грецьким обручем» або латинським терміном trochus. Палиця для гри в серсо називалася римлянами clavis або radius. Вона мала форму ключа, виготовлялася з металу, а ручка — з дерева. Як обручі іноді використовували дерев'яні колеса, зняті з возів. За словами Страбона, одним із найпопулярніших місць у Римі для гри в серсо було Марсове поле.

## Поширення в Європі XIX століття
На початку XIX століття мандрівники по Європі бачили в різних містах дітей, які грали з обручем; зазвичай це були хлопчики віком близько 12 років.